# Владиславув (Кутновський повіт)
Владиславув (пол. Władysławów) — село в Польщі, у гміні Кшижанув Кутновського повіту Лодзинського воєводства.
Населення — 118 осіб (2011).
У 1975-1998 роках село належало до Плоцького воєводства.

## Демографія
Демографічна структура станом на 31 березня 2011 року:
|          | Загалом | Допрацездатний вік | Працездатний вік | Постпрацездатний вік |
| -------- | ------- | ------------------ | ---------------- | -------------------- |
| Чоловіки | 62      | 11                 | 44               | 7                    |
| Жінки    | 56      | 10                 | 32               | 14                   |
| Разом    | 118     | 21                 | 76               | 21                   |